# IllumiNations 25
 (signalé en juin 2025).
Si vous disposez d'ouvrages ou d'articles de référence ou si vous connaissez des sites web de qualité traitant du thème abordé ici, merci de compléter l'article en donnant les références utiles à sa vérifiabilité et en les liant à la section « Notes et références ».
- Archive Wikiwix
- Bing
- Cairn
- DuckDuckGo
- E. Universalis
- Gallica
- Google
- G. Books
- G. News
- G. Scholar
- Persée
- Qwant
- (zh) Baidu
- (ru) Yandex
- (wd) trouver des œuvres sur Wikidata

IllumiNations 25 est le second de la série de feux d'artifice IllumiNations donnés au parc Epcot de Walt Disney World Resort. Il a été conçu pour la célébration du 25e anniversaire de Walt Disney World Resort.

## Le spectacle
Le spectacle, reprenant le nom de son prédécesseur IllumiNations, a connu deux versions, et une troisième écourtée, avant d'être remplacée par IllumiNations : Reflections of Earth. Durant les périodes de Noël, le spectacle Holiday IllumiNations était présenté.
- Représentations : 1996 à 1999
- Partenaire : General Electric
- Déclinaisons :
  - Version A du 21 septembre 1996 au 18 mai 1997
    - Durée : 12 min

  - Version B du 19 mai 1997 au 31 janvier 1998
    - Durée : 13 min

  - IllumiNations 98 du 1er février 1998 au 21 septembre 1999
    - Durée : 13 min
- Attractions précédentes :
  - Carnival de Lumiere du 23 octobre 1982 à 1983
  - A New World Fantasy de 1983 au 8 juin 1984
  - Laserphonic Fantasy du 9 juin 1984 au 29 janvier 1988
  - IllumiNations 30 janvier 1988 au 20 septembre 1996
- Attraction suivante :
  - IllumiNations : Reflections of Earth à partir du 1er octobre 1999

### Version A
Cette version a été créée pour fêter les 25 ans de Walt Disney World Resort.

#### Ouverture
- "Remember The Magic" - Hommage à World Showcase
  - Canada
  - Italie
  - France
  - Allemagne
  - Royaume-Uni
  - Scandinavie (Norvège)
  - Afrique (Maroc)
  - Chine
  - Japon
  - Mexique
  - États-Unis

#### Acte I: World Showcase
- "A Worldwide Celebration"
- Mascleta
  - Calypso
- "International Fantasy"
  - Mouvements
    - Asiatique
    - Africain
    - Sud Américain
    - Britannique
    - Ibérique (Flamenco)
    - Européen de l'est
    - Moyen-orientaux
    - Polka
- Mascleta
  - Calypso

#### Acte II: Future World
- "Discovery Suite"
  - Life : Wonders of Life
  - Innoventions
  - Imagination : Imagination!
  - Seas : The Living Seas
  - Land : The Land
  - Energy : Universe of Energy
  - Motion : Test Track et World of Motion
  - Communication : Spaceship Earth

#### Final
- Circle of Life

Après le final la chanson "A Worldwide Celebration" et le thème de General Electric sont diffusés.

### Version B
Cette version reprend le principe de la célébration du 25e anniversaire de Walt Disney World mais avec de la musique classique comme IllumiNations.

#### Ouverture
- "Remember The Magic" - Hommage  à World Showcase
  - Voir ci-dessus.
- "IllumiNations Fanfare"

#### Acte I: World Showcase
- Trepak - Danse russe extrait de Casse-noisette de Piotr Ilitch Tchaïkovski (1892)
- L'Ouverture des Maîtres Chanteurs de Nuremberg de Richard Wagner (1862-67)
- Laideronette, impératrice des pagodes extrait de Ma Mère l'Oye de Maurice Ravel (1910)
- L'Ouverture du Barbier de Séville de Gioachino Rossini (1816)
- L'Ouverture de la Suite N°2 de Daphnis et Chloé de Maurice Ravel (1812)
- La marche Seventeen Come Sunday de la suite English Fold Song de Ralph Vaughan Williams (1924)
- El Salòn México d'Aaron Copland (1936)
- Hoedown extrait du Rodeo Ballet d'Aaron Copland (1942)

#### Acte II: Future World
- I pini della Villa Borghese extrait des Pins de Rome d'Ottorino Respighi
- Aquarium extrait du Carnaval des animaux de Camille Saint-Saëns (1907)
- Hornpipe extrait de la Suite N° 1 en fa majeur de Water Music de Georg F. Handel (1717)
- Une nuit sur le mont Chauve de Modeste Moussorgski (1886)
- Jupiter, celui qui apporte la gaieté extrait des Planètes de Gustav Holst (1914-1916)
- El Sombrero de Trzs Picos extrait du Tricorne de Manuel de Falla (1917)
- Quatrième mouvement de l'Ode à la joie extrait de la Symphonie n° 9 en ré mineur de Ludwig van Beethoven (1824)

Après le final avec l'Ode à la Joie, la musique A Worldwide Celebration de Gregory Rians Smith (1996) est diffusée.

### IllumiNations 98
Cette version est identique à la version B mais ne comprend pas l'annonce pour le 25e anniversaire.

## Musiques originales
Plusieurs musiques ont été conçues pour le spectacle.
- Remember The Magic - Hommage à World Showcase (1996)
  - Basée sur le thème du 25e anniversaire de Walt Disney World Resort
  - Paroles : Cheryl Berman
  - Compositeur: Ira Antelis
  - Arrangeur/Orchestrateur : Gregory Rians Smith
- A Worldwide Celebration
  - Compositeur/Orchestrateur : Gregory Rians Smith
- Mascleta
  - Compositeur/Orchestrateur : Gregory Rians Smith
- International Fantasy
  - Compositeur/Orchestrateur : Gregory Rians Smith
- Discovery Suite
  - Basée sur We've Just Begun to Dream, la fanfare d'Epcot de Steve Skorija, Gregory Smith et Jack Eskew
  - Compositeur/Orchestrateur : Gregory Rians Smith
- IllumiNations Fanfare (1997)
  - Arrangeur: John Debney
  - Orchestrateur : Brad Dechter